# Collège Jeanne-Sauvé
 (avril 2017).
Si vous disposez d'ouvrages ou d'articles de référence ou si vous connaissez des sites web de qualité traitant du thème abordé ici, merci de compléter l'article en donnant les références utiles à sa vérifiabilité et en les liant à la section « Notes et références ».
Le Collège Jeanne-Sauvé résulte du souhait d'un certain nombre de parents anglophones que leurs enfants poursuivent leur scolarité d'immersion en français dans l'enseignement secondaire. L'école fut inaugurée le 1er mars 1990 et prit le nom de Jeanne Sauvé, en l'honneur de l'ancienne gouverneure générale du Canada qui était appréciée pour son combat consistant à construire des ponts entre les communautés anglophones et francophones.
Les élèves rejoignant le Collège Jeanne-Sauvé proviennent des écoles élémentaires environnantes : l'école Saint-Germain, l'école Julie-Riel, l'école Marie-Anne-Gaboury et l'école Varennes.